# 奧欣基
50°39′43″N 32°42′43″E / 50.66194°N 32.71194°E
奧欣基（烏克蘭語：Охіньки），是烏克蘭的村落，位於該國北部切爾尼戈夫州，由普里盧基區負責管轄，始建於1600年，面積3.04平方公里，海拔高度125米，2001年人口699，人口密度每平方公里230人。